# Testament Records
Testament Records war ein US-amerikanisches, zunächst in Philadelphia, dann in Chicago, später in Pasadena ansässiges Schallplattenlabel, das im Jahre 1963 von dem Down Beat Magazin-Herausgeber und -Autor Pete Welding gegründet wurde und bis 1977 etwa 30 Langspielplatten, vor allem Blues-, aber auch einige Gospel-, Country- und Jazz-Alben, herausgegeben hat. 
Im Jahre 1994 wurde der gesamte Testament-Katalog an HighTone Records verkauft, die in den Folgejahren fast alle Testament-Alben auf CD herausgebracht haben, oft ergänzt um bislang unveröffentlichte zusätzliche Aufnahmen der gleichen Aufnahmesitzungen.